# Lasiomma multisetosum
Lasiomma multisetosum är en tvåvingeart som först beskrevs av Ringdahl 1926.  Lasiomma multisetosum ingår i släktet Lasiomma, och familjen blomsterflugor. Arten är reproducerande i Sverige.